# Sofia Henrika Lundequist
Sofia (eller Sophie) Henrika Lundequist, född Hollander den 21 april 1815 i Stockholm, död 1 februari 1896, var en svensk poet. Flera av hennes verk är utgivna under pseudonymen S. H-r.
Hollander erhöll 1840 Svenska Akademiens andra pris för skaldestycket Gustaf Wasa. Hon var syster till skalden Sven August Hollander och från 1846 gift med bokhandlaren, filosofie magister Nils Wilhelm Lundequist i Uppsala.